# 通內森冰川
72°4′S 3°28′E / 72.067°S 3.467°E
通內森冰川，是南極洲的冰川，位於毛德皇后地的瑪塔公主海岸，流經里瑟默德特山和費斯特寧加山，由挪威製圖師根據該國探險隊的測量和拍攝的空中照片繪入地圖，現時由南極條約體系管理。